# Rollerball (computerspel)
Rollerball (ローラーボール, Rōrābōru) is een computerspel dat oorspronkelijk in 1984 werd ontwikkeld en uitgegeven door HAL Laboratory voor het MSX-systeem. In 1988 werd er ook een versie voor het Nintendo Entertainment System uitgebracht.

## Spelverloop
Het spel is een flipperkast bedoeld voor één tot vier spelers. Het spel kent twee varianten genaamd Skyscraper en Matchplay.

### Skyscraper
In deze modus bewegen spelers de bal over vier verticale speelvelden, geïnspireerd op onder meer de skyline van New York. Punten worden verdiend via doelwitten, slotmachines en bonussen. Het bovenste veld bevat een bonusspel waarin extra ballen en multipliers verdiend kunnen worden. Het onderste speelveld is het enige waar de bal verloren kan gaan.

### Matchplay
Deze tweespelermodus speelt zich af op een kleiner, enkelvoudig speelveld. Spelers proberen elkaars score naar nul te brengen via knoppen, sensoren en een slotmachine. Vier sensoren in het midden kunnen de scores omwisselen.